# Stef Caers
Stef Caers (Lovaina, 5 de juliol del 1980), més conegut com a Gustaph (estilitzat com a GVSTΛPH) i en el passat com a Steffen, és un cantant, músic, productor musical i professor de cant belga. Representarà Bèlgica en el Festival de la Cançó d'Eurovisió 2023, que se celebrarà a la ciutat britànica de Liverpool.

## Biografia
Des de petit, Caers es va interessar per la música. Quan tenia 8 anys, va començar classes de bateria. Va estudiar producció musical al Conservatori Reial de Gant. A l'edat de 19 anys, quan encara era estudiant, va tenir èxit amb la cançó Gonna Lose You, que va pujar al 22è lloc de l'Ultratop 50 de Flandes i per la qual va rebre un premi de Radio 2 Zomerhit. El seu segon i últim senzill sota el nom de Steffen, Sweetest Thing, no va aconseguir tant d'èxit. El món de la música li va deixar clar que havia de mantenir en secret la seva homosexualitat per no minar la seva popularitat. Per tant, va romandre amb aquests senzills sota aquest nom.
Després, Caers va escriure sobretot música per a diferents emissores de ràdio, com Radio Donna i Qmusic. També va pujar a l'escenari com a pianista i corista per a Natalia, Zap Mama, Truus Druyts, Moiano i Krewcial. A part d'això, també va fer gravacions d'estudi per a Lady Linn, Mama's Jasje, Willy Sommers i alguns àlbums de Studio 100. Juntament amb altres artistes, va retre homenatge a Marvin Gaye i Ella Fitzgerald.
Com a solista, Stef Caers actua des del 2008 sota el nom artístic de Gustaph. El 2012 va començar a cantar i escriure música amb el grup Hercules & Love Affair, amb el qual va actuar en festivals com Pukkelpop, Glastonbury i exhibicions de Chanel, on va conèixer Karl Lagerfeld. El 2018, Caers va deixar el grup. És professor de música a la Hogeschool PXL, a dins de la formació de jazz/pop.

### Festival de la Cançó d'Eurovisió
Caers ha anat dues vegades al Festival de la Cançó d'Eurovisió com a corista, el 2018 amb Sennek i el 2021 amb Hooverphonic. També era entrenador de veu per Geike Arnaert, la cantant de Hooverphonic. El gener del 2023 va participar com a Gustaph a Eurosong, la preselecció belga per al Festival de la Cançó d'Eurovisió. Va guanyar amb la cançó Because of You, amb la qual representarà Bèlgica en el Festival de la Cançó d'Eurovisió 2023.

## Discografia
| Single amb cites d'èxit a l' Ultratop 50 flamenc | Data d' emissió | Data d' entrada | Posició més alta | Nombre de setmanes | Col·lapseComentaris                                           |
| ------------------------------------------------ | --------------- | --------------- | ---------------- | ------------------ | ------------------------------------------------------------- |
| Et Perdré                                        | 2000            | 13/5/2000       | 22               | 7                  | Com Stephen                                                   |
| La Cosa més dolça                                | 2000            | 21-10-2000      | pista 11         |                    | Com Stephen                                                   |
| Córrer                                           | 2014            | 20-12-2014      | pista 51         |                    | Com Gustaph, juntament amb Blende                             |
| Gràcies a tu                                     | 2023            | 22-01-2023      | 3                | 2*                 | Com Gustaph, entrada al Festival de la Cançó d'Eurovisió 2023 |

### Sengles i EPs
| Cançó          | Any de llançament | Addicional                                              |
| -------------- | ----------------- | ------------------------------------------------------- |
| El mateix      | 2011              |                                                         |
| Jade           | 2011              |                                                         |
| Segona vinguda | 2020              | Juntament amb Adem Joseph                               |
| Anomenada      | 2022              | Juntament amb Lady Linn                                 |
| Les ungles     | 2023              | Cançó que va cantar a les preseleccions d'Eurosong 2023 |